# Maria Czygan
Maria Czygan, też: Maria Czygan-Waldemar (ur. 13 kwietnia 1868 w Braniewie, zm. 28 sierpnia 1944 w Gryficach) – niemiecka pisarka.

## Życiorys

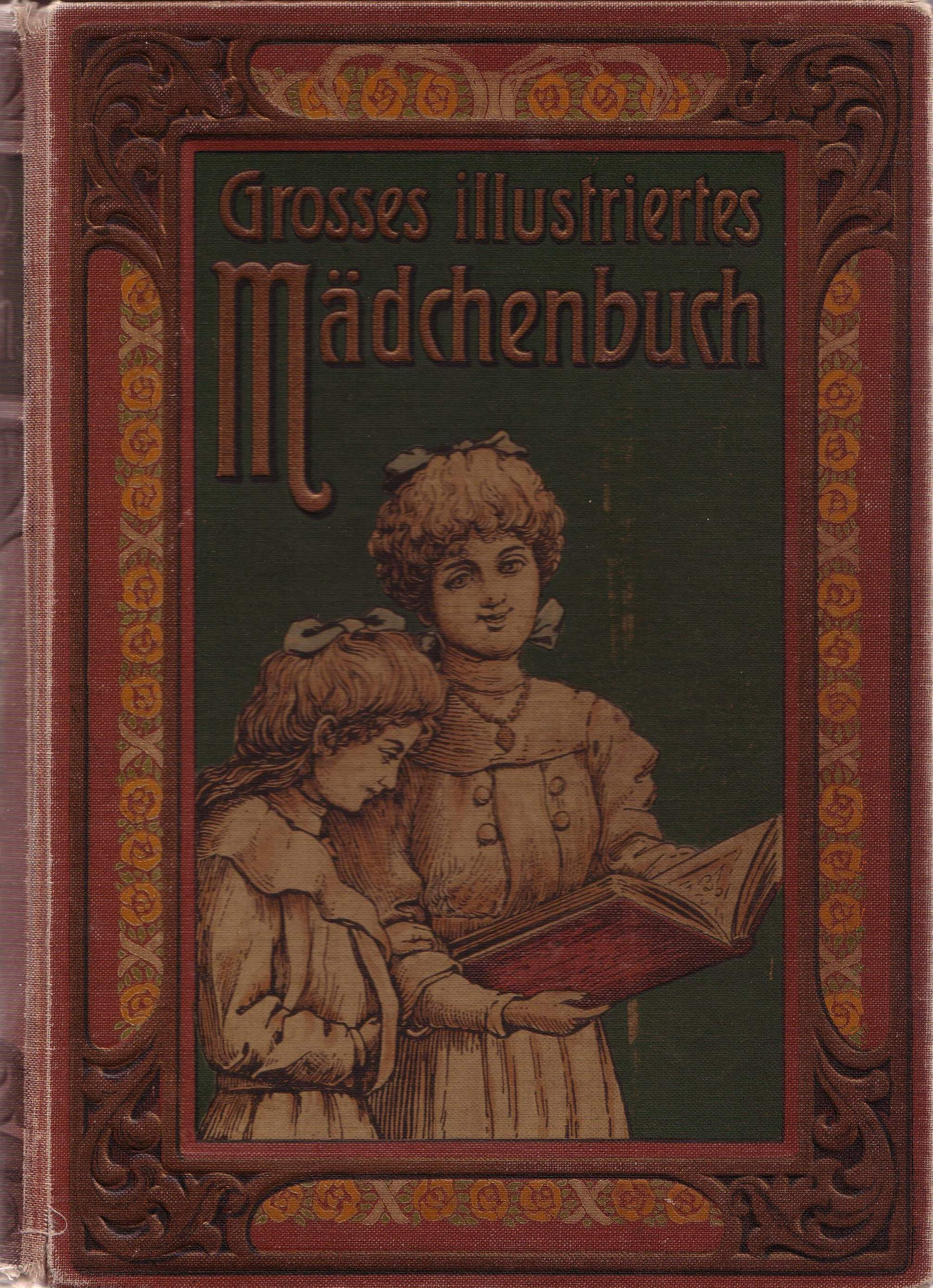
Großes illustriertes Mädchenbuch, zbiór opowiadań m.in. Marii Czygan

Była córką Rudolfa Czygana (1819–1892) i Leopoldine z domu Holz. Ojciec był dyrektorem kancelarii w sądzie w Braniewie. Od 1904 Maria Czygan mieszkała w jednym mieszkaniu wraz siostrą Clarą (1869–1940) w Berlinie Charlottenburgu przy Cauerstraße 9. Siostry prowadziły tam gospodarstwo domowe dla brata Arthura, który był inspektorem budowlanym w Nowogardzie. Po jego śmierci w 1908 otrzymywały zasiłek od państwa. W nocy z 22 na 23 listopada 1943 jej dom został zniszczony w czasie bombardowania. Po tym przeniosła się do Gryfic, gdzie zmarła w szpitalu.
Pisała powieści i opowiadania, głównie dla dzieci i młodzieży. Przynajmniej jedno z jej opowiadań Historia o leniwym Wojtusiu było przetłumaczone na język polski i zostało wydane w tomiku Zaczarowana wyspa: bajki i opowiadania dla dzieci.

## Publikacje
- Seines Glückes Schmied. Reutlingen 1909.
- Märchen von Tieren und Leuten, dummen und gescheiten. Reutlingen 1911.
- Die kleinen Bettler und andere Märchen. Reutlingen 1914.
- Sigrid. Berlin 1916.
- Deutsche Mädel. Berlin 1917.
- Heides Erlebnisse auf Schloß Sonnblick. Stuttgart [u. a.] 1919.
- Hans der Träumer und andere Erzählungen. Reutlingen 1922.
- Der Platz an der Sonne. Reutlingen 1924.
- Das Heiratsstädtchen. Reutlingen 1926.